# P4 Radio Hele Norge
 Ikke at forveksle med Radio Norge.
P4 Radio Hele Norge, ofte blot kaldet P4, er en landsdækkende kommerciel radiokanal i Norge, der med en markedsandel på 23 procent er landets største kommercielle aktør på radiomarkedet. Kanalen har omkring 1 mio. lyttere dagligt og 2 mio. om ugen. Hovedsædet er beliggende i Lillehammer.
Kanalen blev etableret i 1993 og ejes 100% af MTG. Fra begyndelsen havde P4 koncession til at sende i det bredest dækkende sendenet, FM4, men i 2003 fik kanalen ikke fornyet denne koncession og sender derfor i dag på FM5-nettet. Alligevel er det lykkedes at holde positionen som den største kommercielle radiokanal. Programfladen er popmusik blandet med nyheder og aktualitetsprogrammer. I koncessionen er det fastlagt, at kanalen skal leve op til visse public service-bestemmelser om bl.a. netop nyheder.
Udover hovedkanalen sender driver P4 en række nichekanaler, der distribueres via DAB og internet. Siden 2010 har kanalen desuden drevet en række lokale kanaler i Norges større byer under navnet P5.

## Radiostationer drevet af P4
- P4 Lyden av Norge
- P5 Hits
- P6 Rock
- P7 Klem
- P8 Pop
- P9 Retro
- P10 Country
- NRJ
- Bandit Rock Now